# 杉山美帆
杉山 美帆（すぎやま みほ、1989年2月3日 - ）は、埼玉県出身の日本の女子プロゴルファー。JPLAドライビングコンテストプロ。所属は全研本社株式会社。
ドラコン最長飛距離は325ヤード。身長163センチメートル。

## 経歴
父の影響で練習場に足を運んでいたことがきっかけとなり、8歳の時にゴルフを始める。小学校在学中に競技ゴルフを始め、高校は名門の拓殖大学紅陵高等学校ゴルフ部に所属。
高校卒業後からLPGAプロテストに挑戦するも、合格には至らず。2015年からは得意とするドライバーショットを活かし、国内のドラコン大会に出場。
2019年7月、ゴルフダイジェスト社主催のドラコン日本選手権の決勝で309ヤードを出し、悲願の初優勝。同年8月、アメリカ合衆国ダラスで行われた「2019 World Long Drive Championship」に出場。
2019年、TPI公認トレーナー [LEVEL1] を取得。
その後は国内外のドラコン大会に出場する傍ら、メディアに多数出演。2019年6月、YouTubeに公式チャンネルを開設した。

## 主な成績
2015年ATPツアー賞金ランキング3位
2017年ゴルフダイジェスト日本ドラコン大会3位 305yard
2018年ゴルフダイジェスト日本ドラコン大会2位 320yard
2019年ゴルフダイジェスト日本ドラコン大会1位 309yard